# Prokoenenia wheeleri
Espèce
Synonymes
- Koenenia wheeleri Rucker, 1901
- Koenenia parvula Rucker, 1901
- Koenenia wheeleri Börner, 1901

Prokoenenia wheeleri est une espèce de palpigrades de la famille des Prokoeneniidae.

## Distribution
Cette espèce est endémique du Texas aux États-Unis. Elle se rencontre vers Austin.

## Étymologie
Cette espèce est nommée en l'honneur de William Morton Wheeler.

## Publication originale
- Rucker, 1901 : The Texan Koenenia. American Naturalist, vol. 35, no 416, p. 615-630 (texte intégral).